# Salvador Perarnau i Canal
Salvador Perarnau i Canal   (Súria, 13 de desembre de 1895 - Súria, 9 de gener de 1971) va ser un poeta, narrador, intel·lectual i autor de lletres de sardanes i cançons populars, dins d’una obra extensa que va publicar en llibres, revistes i altres publicacions. L’any 1965 va ser reconegut com a Mestre en Gai Saber. L'Ajuntament de Súria el va nomenat fill predilecte de la vila el 1995, coincidint amb la celebració del centenari del seu naixement.

## Biografia
Salvador Perarnau i Canal va desenvolupar la seva carrera literària durant un llarg període històric, marcat pel redreçament cultural i polític de Catalunya en les primeres dècades del segle xx, la Guerra Civil (1936-39) i la posterior repressió i marginació de la cultura catalana durant el franquisme.
Tota la seva obra, en prosa i en vers, va ser escrita en català. Va rebre les influències de destacats autors del Modernisme i del Noucentisme com Joan Maragall, Josep Carner o Àngel Guimerà, entre d’altres. Com a poeta, sempre es va mantenir fidel a les formes de versificació tradicionals, amb una musicalitat característica, una expressivitat intensa i una convicció ferma en la capacitat de la poesia per mobilitzar consciències i descobrir la part amagada de les coses.
Perarnau va néixer al barri surienc de Fusteret, a la casa de Cal Cabo. Va ser el més petit d’onze germans i en la seva infantesa ja va donar mostres de precocitat literària. El seu pas pel seminari de Vic entre els anys 1905-1013 li va permetre accedir a l'estudi d'Humanitats, Filosofia i llengües clàssiques.
El 1915 guanyà un premi de poesia als Jocs Florals de Manresa i publica el seu primer poema a la revista ‘El Pirineu Català’ (Ripoll). Àls anys posteriors visqué a Manresa, on seguí escrivint i publicant poemes, a més de participar activament en entitats i iniciatives relacionades amb la promoció de la cultura catalana, com l’Orfeó Manresà. El 1918 public el seu primer llibre, ‘Cant a la vida’, amb poemes dedicats a Eugeni d’Ors, Josep Carner i Carles Riba, entre d’altres.
El 1923 es traslladà a Barcelona, on començà a escriure amb assiduïtat en publicacions representatives del catalanisme progressista i amb forta implantació social, com L'Esquella de la Torratxa i La Campana de Gràcia. Al mateix temps, no deixa de col·laborar en nombroses revistes comarcals d’arreu de Catalunya.
En aquests primers anys a Barcelona, Salvador Perarnau desplegà una intensa activitat literària amb col·laboracions en nombroses publicacions, nous llibres, conferències, freqüents participacions en Jocs Florals i composició de lletres per a sardanes i cançons, una de les quals és el popular cuplet La xava de Sants, escrit conjuntament amb Francesc Madrid. Entre els anys 1927-28 fou director artístic de la revista cultural La Lluna d’Olot. També es vinculà activament amb els cercles catalanistes i progressistes de la capital catalana, mostrant unes fermes conviccions nacionals i un gran interès per la situació de la classe obrera.
El 1929 guanyà l'Englantina d'Or als Jocs Florals de Barcelona i conegué Benvinguda Coll i Borrell, mestra de música i dansa, amb qui es casaria el 1932. El mateix any ingressà en una lògia maçònica de Barcelona. Mantindria la seva vinculació amb la maçoneria fins al 1936, però aparentment sense una implicació gaire estreta ni una participació continuada en les seves activitats.
Després de la proclamació de la República i la instauració de la Generalitat, començà a treballar en la nova administració catalana. Continua rebent premis de poesia, especialment de Jocs Florals, i lluita per fer-se un nom en el competitiu món literari català, tot i les actituds poc favorables de les noves fornades poètiques, més proclius a l’avantguarda i l’experimentació. També és col·laborador de Ràdio Associació de Catalunya.
El 1935 guanyà la Flor Natural als Jocs Florals de Barcelona. L'obtenció del premi li obrí algunes portes i sembla consolidar el seu prestigi literari. En els mesos previs a l'esclat de la Guerra Civil escrigué el llibret del poema líric La vall de la bruixa, amb música d'Enric Morera, possiblement el compositor català més popular de l'època.
En l'àmbit polític, participà en actes electorals de la Coalició d’Esquerres i del Front d’Esquerres de Catalunya com a membre d'Esquerra Republicana de Catalunya. És vicepresident del Casal Federal del barri del Guinardó i, com a tal, intervingé en un acte d'homenatge al Govern de la Generalitat pels fets del 6 d’octubre del 1934.
En els primers dies de la Guerra Civil, i per encàrrec del seu amic i conseller de Cultura de la Generalitat, Ventura Gassol, participà en la salvació de la Catedral de Barcelona, en perill de ser incendiada per escamots incontrolats. També intervingué en l'alliberament de diversos veïns de Súria i Fonollosa, reclosos a la presó Model de B arcelona. Durant el conflicte, prengué part en la fundació i les activitats del grup literari Oasi, que aplega escriptors catalans veterans i joves amb l'objectiu de promoure iniciatives de difusió literària enmig del difícil entorn bèl·lic. El 1937 publicà un dels seus llibres més coneguts, El senyor Pèsol i altres plantes. Es tracta d'un recull de poemes adreçats als infants i té una difusió important en ser distribuït a les escoles per la Generalitat.
Desplegà una activitat important com a autor i rapsoda, ja fos en recitals poètics o emissions radiofòniques. Durant aquesta època, les seves obres i la seva actuació pública tenen un marcat accent polític, posant la seva inspiració al servei de l'esforç de guerra pel triomf de la República. En aquesta línia, el 1938 publicà una altra de les seves obres més conegudes, Ales humanes.
Arran del final de la guerra i de la victòria militar del franquisme, Salvador Perarnau s'exilià a França, on fou redactor en cap de la publicació El Poble Català, editada a Tolosa de Llenguadoc com a òrgan d’expressió d'Esquerra Republicana de Catalunya i dirigida pel també surienc Andreu Claret i Casadesús.
El 1948 tornà a Barcelona i fou detingut i posat a disposició del Tribunal Especial per a la Repressió de la Maçoneria i el Comunisme, tot i quedar en situació de llibertat provisional. Amb l'aniquilació franquista de l'activa xarxa cultural catalana dels anys anteriors a la guerra, Perarnau exercí com a professor en una acadèmia de Barcelona i seguí escrivint, tot i la impossibilitat d'accedir a un públic ampli. El mateix any 1948 publica el llibret Felicitacions de Nadal, molt allunyat del to combatiu de les seves etapes poètiques anteriors. El 1950, el Tribunal condemnà Perarnau a 12 anys i un dia de reclusió menor i inhabilitació absoluta i perpètua per a qualsevol tipus de càrrec públic o privat. Posteriorment, se li reduí la pena a 9 anys de presó, que hauria de complir en el seu domicili, però se li mantingé la inhabilitació absoluta i l'obligació de presentar-se cada mes davant la policia i de demanar permís per a qualsevol desplaçament fora de Barcelona.
Al llarg del franquisme segueix participant en certamens literaris en català, que en el context de la dictadura tenien un ressò minoritari i només admetien temàtiques molt restringides per les exigències de la censura. També participa, sense desplaçar-s'hi, en diferents convocatòries dels Jocs Florals que es desenvolupaven a l'exili. El 1965 es converteix en Mestre en Gai Saber, en obtenir la Viola d'or i d'argent dels Jocs Florals de París, amb el poema Oració.
Enmig d'una situació personal complicada per les dificultats econòmiques, les entitats de Súria reivindicaren la seva figura i promogueren un homenatge al poeta. El 18 de setembre del 1966 es descobrí una placa commemorativa a la seva casa natal, amb la presència del poeta i de la seva dona. La festa constituí una manifestació de catalanisme singular en ple franquisme. Posteriorment, Salvador Perarnau i la seva dona deixaren Barcelona i traslladaren la seva residència a Súria. En els seus darrers anys col·laborà ocasionalment a la premsa local i impartí el primer curs de llengua catalana que organitzat a la Biblioteca de Súria amb el suport de l'Ajuntament i la Diputació de Barcelona.
Salvador Perarnau va morir el 9 de gener del 1971. El seu funeral es va convertir en un nou homenatge públic de Súria a la seva figura. La seva vídua, Benvinguda Coll, va morir el 1975. Ambdós són enterrats al Cementiri Municipal de la localitat.

## Ressò de la seva obra
L’obra de Salvador Perarnau gaudeix d’un reconeixement important a Súria, amb nombroses iniciatives públiques i privades que han difós la seva figura i trajectòria literària a través de reedicions de llibres ja publicats o edicions d’alguns llibres pòstums, a més d’exposicions, recitals poètics, muntatges teatrals, activitats escolars, etcètera.
L’any 1995, coincidint amb el centenari del seu naixement, l’Ajuntament de Súria el proclama fill predilecte i dona el seu nom a un espai urbà a l’entorn de la Casa de la Vila, amb un mosaic commemoratiu de la ceramista Maria Julbe i un bust de l’escultor Xavier Llobet.
En les primeres dècades del segle XXI es succeeixen les iniciatives que mostren la vigència de la seva obra i permeten redescobrir aspectes poc coneguts de la seva trajectòria vital i literària. L’any 2006, la Generalitat reedita dos dels seus llibres més coneguts: ‘El senyor Pèsol i altres plantes’ i ‘Ales humanes’. L’any 2020, l’Ajuntament de Súria commemora el 125è aniversari del naixement i el 50è aniversari de la mort del poeta, una efemèride que compta amb la col·laboració de les entitats i les escoles de la vila. Una de les iniciatives vinculades a aquesta celebració és la publicació d’un dossier didàctic amb propostes de treball sobre el poeta i la seva època.
L’obra de Salvador Perarnau ha estat musicalitzada per diferents autors. La companyia Crea Moviment va estrenar l’any 2020 a Barcelona l’espectacle musical ‘Polsim d’or’ de Marc Rosich, basada en alguns dels seus poemes. Posteriorment, l’obra es va representar a Súria. L’any 2021, el músic surienc Lluís Cuadrench i l’actriu surienca Gemma Reguant van presentar a Terrassa i a Súria el recital musical i poètic ‘Amb un clavell al cor’, basat en poemes i escrits en prosa de Perarnau. L’any 2024, el compositor Marc Dalmases estrena ‘Cuques de llum’ al Palau de la Música Catalana (Barcelona), també sobre poemes de Perarnau.
L’obra de Salvador Perarnau ha rebut elogis d’especialistes i altres autors, com el poeta Josep Pedrals i l’escriptor i expert en literatura infantil Josep Maria Aloy.

### Poesia[12]
- Cants a la vida (1918)
- Ritmes sentimentals. Poesies (1925)
- La rel. Poemes (1929)
- Amb l'infinit a les mans (1936)
- Felicitacions de Nadal (1948)
- Caps de brot. Poemes (1966)
- Oracions. Poemes inèdits (1973)
- Nadal Universal (2014)

Poemes presentants als Jocs Florals de Barcelona
- Diví Col·loqui (1916)
- Rosa del Folló (1920 i 1921)
- El pi de les tres branques (1921)
- L'Esquinç del vel (1924)
- L'hereu de les muntanyes (1929) (Premi de l'Englantina d'or)
- Els cavallers damnats (1929)
- Sonets obtumnals (1930)
- Retorn (1930)
- Barcelona a trenc d'alba (1930 i 1934)
- El niu (1930)
- El poema de la llar (1930, 1931, 1932 i 1933)
- Idil·li de Sant Francesc i les roses (1930, 1931, 1932, 1933 i 1934)
- L'alsina (1931)
- Gotes de sol (1932) (3r accèssit a la Flor Natural)
- Flor de seda (1933)
- Íntima. Del poema conjugal (1933)
- A ple sol. Camperola (1933)
- Adveniment. Ressons bíblics (1933)
- Cant a l'amor i l'autumne (1933)
- Oració del matí (1933 i 1934)
- Poemes de jardí (1934) (Premi extraordinari dels Mantenidors)
- Barcelona a trenc d'alba (1934)
- Mimosa, flor de febrer (1935) (Premi de la Flor Natural)
- Vent de març (1936) (1r accèssit a la Flor Natural)

### Poesia per a infants[12]
- Cuques de llum (1930)
- El senyor Pèsol i altres plantes (1937)
- Ales humanes (1938)
- Plantes i cuques de llum. Poemes per a infants (1966 i 1970)
- El senyor Pèsol i altres plantes. Cuques de llum (1995)

### Contes per a infants[12]
- Infants i fruites (1930)

### Novel·la i contes[12]
- La perdulària. Novela inèdita i original (1926)
- Retrats viscuts. Contes inèdits (1976)

### Altres obres publicades[14][15]
- Cançó 'La Rambla'. Lletra de Francesc Madrid i Salvador Perarnau. Música de Llorenç Torres 'Demon' (1929)
- Sardana 'La sardana d'en Manelic'. Lletra de Salvador Perarnau. Música de Joan Viladomat (sense data)
- Pròleg al llibre 'Gotims de llum. Poemes' de Joan Janer (1935)
- Pròleg al llibre 'Enfilall de sonets' de Pere Elies i Busqueta (1988)